# Chantonnay
Chantonnay – miejscowość i gmina we Francji, w regionie Kraj Loary, w departamencie Wandea.
Według danych na rok 1990 gminę zamieszkiwało 7458 osób, a gęstość zaludnienia wynosiła 90 osób/km² (wśród 1504 gmin Kraju Loary Chantonnay plasuje się na 43. miejscu pod względem liczby ludności, natomiast pod względem powierzchni na miejscu 11.).